# Chiavetta (meccanica)

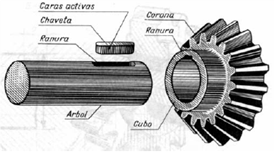
Una linguetta le parti che essa collega

In meccanica, la chiavetta è un elemento di collegamento tra un albero e un altro organo.
Le chiavette e le linguette sono due metodi per realizzare collegamenti di trasmissione meccanica tra un albero e un mozzo recante una ruota (ad esempio una ruota dentata o una puleggia). Pur sembrando simili, questi due metodi presentano delle differenze sostanziali sia nel funzionamento sia nell'applicazione.

## Generalità
La chiavetta è geometricamente un prisma retto a base trapezia, in particolare la faccia superiore ha una pendenza pari a 1/100. Secondo la norma UNI 6607 deve essere costruita con acciaio da bonifica avente carico di rottura Rm superiore a 590 MPa.
Le chiavette si possono ritrovare in commercio nelle versioni con o senza nasello. Il nasello è una sorta di dente nel quale termina l'estremità della chiavetta che rimane al di fuori della cava sulla ruota e che ne rende agevole lo smontaggio.
La chiavetta viene montata all'interno di due sedi scavate negli oggetti da montare dette cave, in modo tale che le facce superiore e inferiore vengano a contatto con il fondo di queste ultime (lasciando invece gioco sui fianchi). Per via dell'inclinazione tra le facce il montaggio avviene per forzamento in modo che la chiavetta risulti alla fine incuneata. Grazie alla forza superficiale che preme le facce sul fondo delle cave sulla chiavetta si genera una forza di attrito statico, che viene in seguito sfruttata per la trasmissione del moto tra albero e ruota (si dice infatti che la chiavetta lavora per attrito).
L'uso delle chiavette comporta alcuni inconvenienti legati al suo montaggio. Il forzamento del profilo trapezio tra albero e mozzo provoca il disallineamento degli assi fra le due parti, che si traduce in una rotazione eccentrica una volta che esse sono in moto. Per tale motivo le chiavette sono limitate a lavorare a bassi regimi di rotazione, nei quali le vibrazioni indotte dall'eccentricità sono contenute (si pensi ad esempio alla rotazione del tamburo di un apparato di sollevamento). In compenso una chiavetta riesce, per via dell'attrito, a impedire entro certi limiti lo scorrimento assiale: è il caso delle ruote che non sviluppano spinte assiali (si pensi ad esempio alle pulegge per cinghie). Per il calettamento con linguetta, invece, il problema del bloccaggio assiale va affrontato a parte in sede di progetto dell'albero e del mozzo.
Le dimensioni delle chiavette sono normate dalla UNI 6607: base e altezza della sezione rettangolare nominale dipendono principalmente dal diametro dell'albero. Si assume implicitamente che a un albero grande sia associata una altrettanto grande potenza da trasmettere e che la dimensione dell'elemento di collegamento debba discendere di conseguenza. Per quel che riguarda la lunghezza, la medesima norma prescrive, in funzione del diametro nominale dell'albero, una serie di lunghezze unificate. La scelta della lunghezza opportuna fra quelle suggerite è responsabilità del progettista.

## Lavorazione delle cave
La cava nel mozzo viene creata per mezzo di lavorazioni quali la stozzatura. la brocciatura o la fresatura interna con appositi mandrini, eseguita in un punto di elevato spessore (nel caso di pulegge è consigliabile ad esempio eseguirla in corrispondenza di una razza). La sua profondità è unificata dalla norma e indicata in opportune tabelle.
La cava nell'albero viene creata per fresatura cilindrica ed è anch'essa di profondità unificata.